# Адалард Сенешаль
Адалард Сенешаль (фр. Adalard le Sénéchal; ок. 810 — после 16 июня 866) — граф, сенешаль императора Людовика I Благочестивого в 831—840 годах, маркиз Нормандской Нейстрийской марки в 861—865 годах, вероятно сын Летарда Парижского, графа Фезансака.
Адалард большим влиянием при дворе императора Людовика Благочестивого, после смерти которого принимал участие в междоусобицах его сыновей. Позже он служил королю Лотарингии Лотарю II, но после сближения последнего с королём Восточно-Франкского королевства Людовиком II Немецким был вынужден перебраться в Западно-Франкское королевство, где оказался вовлечён в борьбу с влиятельным родом Роргонидов. Позже вернулся в Лотарингию, где неудачно пытался выдать свою дочь за сына Людовика Немецкого.

## Биография
Адалард, вероятно, происходил из знатного рода Жерардидов и был влиятельным графом во время правления императора Людовика I Благочестивого, сделавшего его своим сенешалем. По сообщению историка Нитхарда, Адалард пользовался доверием императора, но употреблял это доверие, «чтобы удовлетворить свою алчность и алчность своих родственников». Также во время правления Людовика Адалард стал светским аббатом монастыря Святого Мартина в Туре.
После смерти императора Людовика I началась борьба между его сыновьями. Старший из них, император Лотарь I, потребовал от братьев, Людовика II Немецкого и Карла II Лысого, признать его власть над ними. Однако Карл и Людовик отказались это сделать. При этом, по сообщению Нитхарда, Лотарь за то, что Адалард отказался присягнуть ему, лишил его земель, дарованных в своё время императором Людовиком I. В результате Адалард принял в конфликте сторону Карла. Он участвовал в посольствах в качестве посланника Карла к Лотарю. Позже Адалард был одним из командующих армией Карла в битве при Фонтене (841 год), внеся решающий вклад в победу над армией Лотаря.
После победы Адалард вёл переговоры с Людовиком Немецким и графом Гизельбертом из Маасгау. В 842 году влияние Адаларда на Карла выросло настолько, что он смог женить его на своей племяннице Ирментруде, дочери своей сестры Ангельтруды и графа Эда Орлеанского.
После заключения в 843 году Верденского договора Адалард переехал в Восточно-Франкское королевство, ко двору короля Людовика Немецкого. В 844 году он обменял аббатство Сен-Мартен-де-Тур на аббатство Сен-Квентин.
С 849 года основная деятельность Адаларда была связана с так называемым Срединным королевством (будущей Лотарингией). В 850-е годы он упоминается как светский аббат монастырей Эхтернах, Сен-Максимин в Трире, Стабло-Мальмеди и Сен-Васт в Аррасе, а позже — как управляющий в Лоршском монастыре. После смерти императора Лотаря I он служил его сыну, королю Лотарю II. Однако в 861 году он стал жертвой соперничества своих родственников, графов Удо, Беренгара и Вальдо Аббата, с королём Людовиком Немецким. Они были вынуждены бежать ко двору Лотаря II, где их приютил Адалард. В это же время Лотарь II сблизился с Людовником Немецким, в результате чего Адалард вместе с Удо, Беренгаром и Вальдо был вынужден бежать ко двору короля Западно-Франкского королевства Карла II Лысого.
В том же году Карл II для защиты Нейстрии от викингов образовал две Нейстрийские марки. Правителями одной из них, Нормандской марки, были назначены Адалард, Удо и Беренгар. Это назначение вызвало зависть представителей могущественного рода Роргонидов, которые занимали главенствующее положение в этих местах и считали эту область своей. В результате граф Мэна Роргон II вместе с братом Гозфридом объединились с королём Бретани Саломоном и напали на марку. Для того, чтобы достигнуть мира, Карл был вынужден в 865 году передать Нормандскую марку Гозфриду.
После 865 года Адалард вернулся в Лотарингию. Он попытался выдать замуж свою дочь за принца Людовика, одного из сыновей короля Людовика Немецкого, однако помолвка была расторгнута. После этого упоминания об Адаларде исчезают.

## Брак и дети
Имя жены Адаларда неизвестно. Согласно исследованиям историка Эдуарда Главички детьми Адаларда могли быть:
- Стефан (ум. после 18 сентября 882), граф;
- Адалард II (ок. 840—890), граф Меца;
- дочь (ум. после 865).